# OnePlus Nord N100
OnePlus Nord N100 — бюджетний смартфон, розроблений компанією OnePlus, що відноситься до серії Nord. Був представлений 26 жовтня 2020 року разом з OnePlus Nord N10 5G.
OnePlus Nord N100 став першим смартфоном OnePlus, що офіційно продавався в Україні.

## Дизайн
Передня панель виконаний зі скла Corning Gorilla Glass 3, а задня панель та рамка — з пластику.
Знизу знаходяться роз'єм USB-C, динамік, мікрофон та 3,5 мм аудіороз'єм, зверху — другий мікрофон, зліва — гойдалка регулювання гучності та лоток під 2 SIM-картки і карту пам'яті, а справа — кнопка блокування. Сканер відбитків пальців розміщений на задній панелі
Смартфон продавався у кольорі Midnight Frost (чорний).

## Технічні характеристики

### Апаратне забезпечення
OnePlus Nord N100 отримав бюджетну систему на кристалі Qualcomm Snapdragon 460. Смартфон має 4 ГБ оперативної пам'яті типу LPDDR4X та 64 ГБ постійної пам'яті типу UFS 2.1, яку можна розширити картою пам'яті формату microSD до 256 ГБ.
Акумуляторна батарея отримала об'єм 5000 мА·год та підтримку швидкої зарядки на 18 Вт.
OnePlus Nord N100 отримав 6,52-дюймовий дисплей типу IPS LCD з роздільною здатністю HD+ (1600 × 720) зі щільністю пікселів 269 ppi, співвідношенням сторін 20:9, частотою оновлення 90 Гц та круглим вирізом під фронтальну камеру, розміщеним у верхньому лівому кутку.
Пристрій отримав стереодинаміки, де роль другого динаміка виконує розмовний динамік.
OnePlus Nord N100 отримав основну потрійну камеру із ширококутним об'єктивом на 13 Мп з діафрагмою f/2.2 і фазовим автофокусом та макрооб'єктивом і сенсором глибини по 2 Мп з діафрагмою f/2.4. Також смартфон отримав ширококутну передню камеру на 8 Мп з діафрагмою f/2.0. Основна та фронтальна камери вміють записувати відео в роздільній здатності 1080p@30fps.

### Програмне забезпечення
OnePlus Nord N100 був випущений на OxygenOS 10.5 на базі Android 10 і був пізніше оновлений до OxygenOS 11 на базі Android 11.